# ルドルフ・シュタイナー

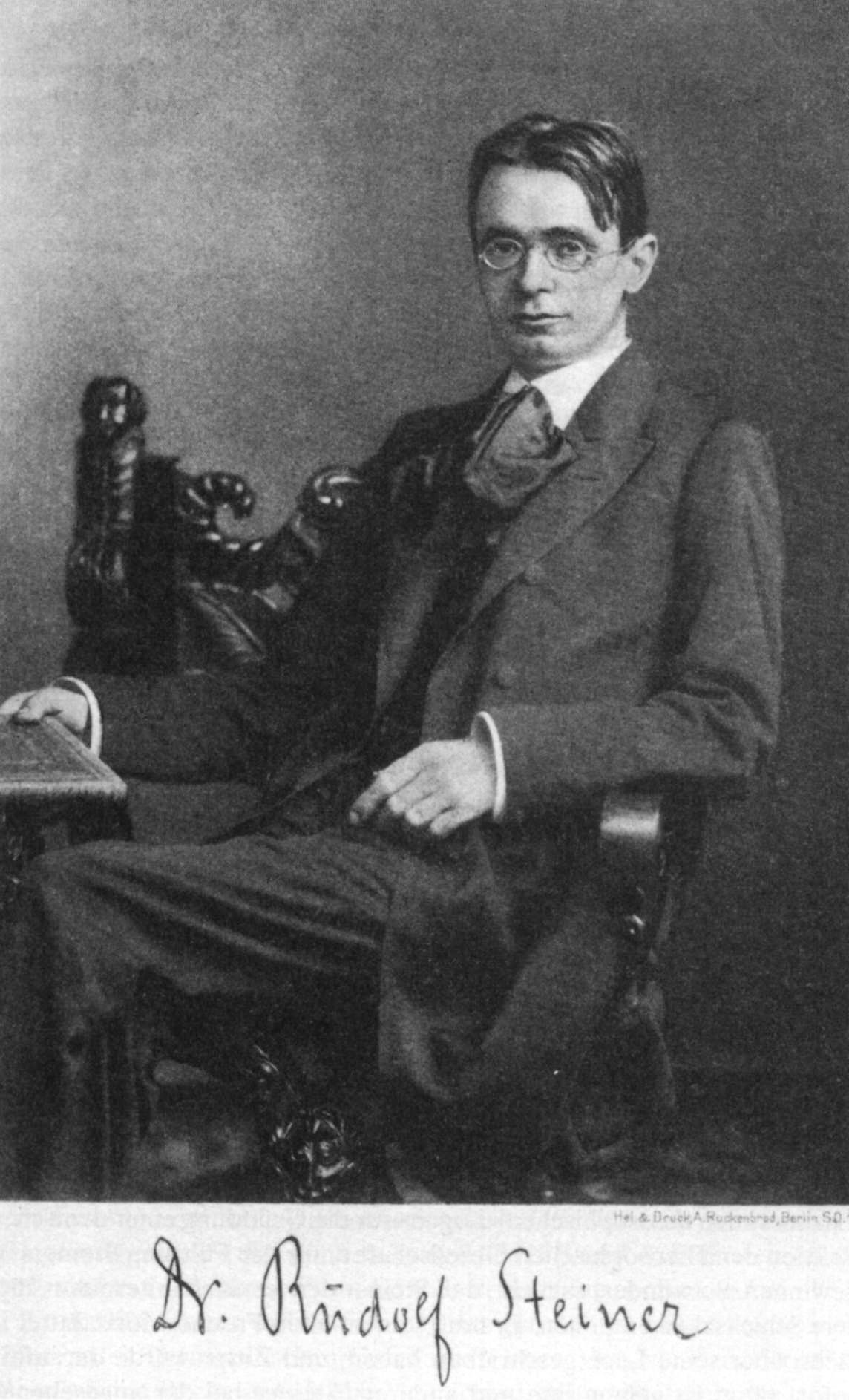
ルドルフ・シュタイナー（1900年）

ルドルフ・シュタイナー（Rudolf Steiner, 1861年2月27日 - 1925年3月30日（64歳没））は、オーストリアやドイツで活動した神秘思想家、哲学者、教育者である。ゲーテの自然科学論や学芸雑誌の編集に携わりながら、前衛的な団体やアナキズムの傾向をもつ人々と関係するようになり、ニーチェ主義的な自由思想の立場に至るが、神秘思想の講演者に転身し、人智学と称する精神運動を創唱した。人智学運動は神智学協会の神智学運動から派生したものであり、シュタイナーの人智学は「理性的に洗練した神智学」といった色が濃い。インド思想に傾倒した神智学協会よりもキリスト教神智学に近い性格をもっており、ロマン派の自然哲学、グノーシス、薔薇十字思想の流れも汲むといわれる。しかし、その思想は理性を尊重するヨーロッパ近代に特有な神秘主義であり、中世の神秘主義の伝統の再興ではない。
カール・グスタフ・ユング、パウル・クレー、アルベルト・シュヴァイツァーにも影響を与えた。ドイツ哲学研究者の三島憲一は、1970年代以降のドイツで緑の党に集まった知識人たちのなかに人智学に学んだ人々が多い と述べているが、その一方で、1920年代にヴァルター・ベンヤミンはシュタイナーについて「前近代への願望でしかないと見て深く軽蔑していた」（三島 2002 : 596）とも指摘している。

## 人物と業績
20代でゲーテ研究者として世間の注目を浴びた。1900年頃からドイツの神智学サークルと関係するようになり、神智学徒たちの集まりで講演を行うようになった。1902年に神智学協会の正会員となり、同年ベルリンで「神智学協会ドイツ支部」が設立されると、その事務総長（書記長）に選ばれた。1912年に同協会を脱退し、友人らによって設立された人智学協会（アントロポゾフィー協会）の指導にあたった。晩年の1923年末には「一般人智学協会」（普遍アントロポゾフィー協会）を創設してその代表に就任し、亡くなるまで活動を続けた。人智学について多くの著作を物し、物質世界を超えた超感覚的世界（精神界）に関する事柄を語った。その思想の詳細は、ヨーロッパ各地で行われた生涯6千回にも及ぶ講演を通じて明らかにされた。そのテーマは教育、芸術（オイリュトミーと呼ばれる舞踊など）、医学、農業、建築、経済など、多方面にわたった。シュタイナーの著作や講演集は現在も継続してドイツ語で出版され、版を重ね、外国語にも翻訳されている。
ヨーロッパの秘教伝統のなかでもとりわけ重要な人物とみなされている。ドイツの観念論とロマン派の影響下でみずからの思想を形成し、ドイツ近代哲学の認識論の系譜を引いているほか、ドイツ神秘主義の影響も受けた。また、教育学者の菱刈晃夫によると、シュタイナーはヨーロッパ中世・ルネサンスから続く「魔術」の水脈を受け継いでいる。三島憲一の説明によると、ゲーテの自然科学論の影響下でシュタイナーが展開したのは、当時さまざまに模索されていた総合知のひとつのかたちであり、その背景には新プラトン主義、ドイツ神秘主義、ヨーロッパの古典的な自然科学があった。シュタイナーは宇宙の精神とむすびついた人間の内なる霊性についての認識の基礎づけを図り、また、近代社会の諸問題の克服に向けた調和への道筋を探った。
一貫性のある完璧に整えられた生活スタイルを提唱しており、オーラの色から台所の棚の色までこまごまと生活の指導を行い、追随者たちに精神生活から食事まで影響を与えた。
環境問題が切迫した課題になった現代では、多くのスピリチュアルな組織や指導者が、精神的な課題として環境保護に注目するようになった。環境問題に関心を持っており、その思想の中心はエコロジーと宗教が占めていたため、現代の時流とうまくマッチした。また、神秘思想としては珍しく、教育、農業、治療といった実用的・世俗的な実践のノウハウを確立させていたため（神智学と大きく異なる点である）、シュタイナーの思想は現代で復活した。シュタイナーの遺したさまざまな構想は、特にドイツ語圏の国々で、小規模とはいえ存在感をもって実践され続けている。現代の人智学協会の活動はさほど活発とも言えないが（主要メンバーは年配者である）、時代に乗って環境運動を成功させ、有機農業・伝統事業といった生態環境的観点に適う企画に低利率で資金を貸し付ける銀行を設立し、人智学運動は教育、治療および医療まで手を広げた。教育の分野においては、ヴァルドルフ教育（シュタイナー教育）が代替教育として広く普及し、日本でも、世界のヴァルドルフ学校の教員養成で学んだ者を中心に実践されている。現代の人智学協会の影響は、活動の規模よりもかなり大きい。その一方、The Skeptics Society（懐疑派協会）の創設者でサイエンスライターのマイケル・シャーマーなどの現代の批評家は、人智学の生物学、医学、農業などを偽科学と批判している。

### 文芸
22歳の学生であった時に、ゲーテの自然科学に関する著作を校訂して序文を書く仕事を依頼され、13年間かけて完成させた。その成果は1897年に『ドイツ国民文学』という叢書の第一巻として出版された。この業績は識者たちから高く評価された。

### 哲学
ロストック大学で哲学の博士号を取得し、学位論文『真理と科学』を出版した。
1894年には『自由の哲学』を出版し、5年後にはゲーテ研究の集大成として『ゲーテの世界観』を出版した。しかし哲学の研究者たちからはほとんど評価を得られなかった。『自由の哲学』では、あらゆる哲学の試みを検討しつつも、複眼的視点においてその欠陥を確定し、別の観点を試みている。自由とは結局、一つのものの見方よりも、より多くのものの見方を得た時にのみ得ることができる、というようなことを示唆している。

### 霊的な知識（精神科学／霊学）
人間の持っている通常の五感では事物の表面しか捉えることができず、五感を超えた高次の感覚（霊的感覚、超感覚的認識）によって初めて事物の本性を把握することができるという。シュタイナーは透視能力を持っていたといわれ、それによって得た超感覚的世界の実相に基づいて人智学を創始して、人類の霊的向上を促そうと啓蒙を行った。シュタイナーは、物質偏重に傾きすぎた今の文明の在り方を正すために、古代から受け継がれた秘教的・霊的知識を総合し、万人に公開し、それを近代的認識批判の立場からも受け入れられる言葉で語ることが必要と考えた。近代神智学から受け継いだ伝統的な東西の秘教の教義をバックボーンに、整合性と合理性のある体系を作り上げた。ミドルセックス大学のピーター・ワシントンは、人智学についてこう解説している。
人間の存在とは感覚的な存在と感覚を超越した世界が統合されている存在で、この点で人間は動物や天使と違っている。感覚を超越した領域には客観的な実体があり、現象世界も同様である。人智学はその二つの間の人間の位置を研究する学問である。これは絶対に我々が持つことのできない神々の知恵ではなく、人間の慎ましい知恵であり、むしろ人間についての知恵というべきものである。
彼は近代神智学の創始者ヘレナ・P・ブラヴァツキーのような純粋な霊媒ではなく、見霊能力者（透視能力者）であると同時に、「自然科学者の目と哲学者の論理的思考能力、それに芸術家の文章構築構築力」を備えており、神秘学を学問として成立させようとした。そのために、神智学協会の「マハトマ」のような、教祖にしか把握できず、教祖を介さなければ接触できないような神秘的存在を遠ざけた。霊媒や降霊術等の、理性的な思考から離れて感情に没入する“神秘主義”については、科学的でなく、まちがった道であると警鐘を鳴らしていた。
人智学が一つの学問になるためには、全ての人が彼の言う「超感覚的認識」を持つ必要があるが、シュタイナーはそれが誰にでも獲得できる能力であると考え、霊的な教師のための精神教育の確立を重視し、人智学の方法に従った修行、特にその「瞑想」と「集中」の行を毎日15分間行いさえすれば、自然と見霊能力が発現すると主張した。この点によって、シュタイナーは従来の神秘主義と一線を画している。霊的な事柄についても、理性的な思考を伴った科学的な態度で探求するということを重要視していた。人智学は神智学から心霊科学という概念を受け継いでおり、シュタイナーの言う科学は、一連の知識、明確なひとつの方法論を意味している。自著『いかにして超感覚的世界の認識を獲得するか』では、具体的な霊的体験を得るための修行法について記しているが、第二部を作る前に世を去った。
神智学の「ロード・オブ・ダーク・フェイス（黒い顔の主）」という、「グレート・ホワイト・ブラザーフッド・オブ・マスターズ（大いなる白き同胞団）」と闘争を続ける悪霊という漠然とした概念を明確に定義づけし、人類の主な敵は傲慢の霊ルシファーと物質主義の霊アフリマンで、ルシファーは人間は努力すれば人間の限界を超え霊的能力を持てるという身の程知らずな考えに陥らせる霊で、アフリマンは、現代科学・技術の最高神で、人類が精神と五感の領域だけを信じ霊的な面を拒むように仕向けると考えた。1914年に戦争が起こると、シュタイナーは戦争を起こしたのはダーク・フォースだと主張した。また、国家の運命は宇宙の計画の一部としてあらかじめ定まっており、各国には世界進化のために果たすべき役割があり、ドイツ人はその最も高度な点に関わっていると考えていた。国家はそれぞれ天が遣わした大天使が導いており、大天使はその国の民族精神とも言うべき存在だという。

### 社会改革
人類史上初めての世界的戦争である第一次世界大戦後の最中にあって、戦争をはじめとした社会問題の解決策として、「社会有機体三分節化」運動を提唱した。社会を有機体として捉え、精神生活(文化)、法生活（政治）、経済生活の三つの部分が独立しながらも、精神生活においては「自由」を、法生活（政治）においては「平等」を、経済生活においては「友愛」を原則として、この3つが有機的に結びつくことが健全な社会のあり方であると説いた。当時のドイツの外務大臣を初めとする国家の指導者たちに提案するも、政治的に採用されるには至らず、長い間顧みられなかった。1970年代後半頃から再び検討されるようになり、1980年代の西ドイツの緑の党 (Die Grünen) の創立理念に影響を与えた。

### キリスト教
シュタイナーは独自の宇宙論の中でキリスト存在の中心性を重視した。神智学協会はすべての宗教の本質は同一であるという立場を取っていたものの、なかでもインド思想を偏重しており、それに比べるとキリスト教は他の一宗教に過ぎなかった。神智学協会内でシュタイナーの支持者と主流派との間に対立が起こったのも、そうしたキリストに対する立場の違いに起因していた。シュタイナーは人間の肉体を持ったキリストとキリストが亡くなる3年前に彼の肉体に入った聖霊を区別していたため、ジッドゥ・クリシュナムルティが聖霊キリストの最後の生まれ変わりであり最上の人間であるというチャールズ・ウェブスター・レッドビータの主張を、受け入れることはできなかった。また、シュタイナーのキリスト論はキリスト教の主流派からは認められない異端的なものであり、人智学は神学者たちからも厳しく批判された。

### キリスト者共同体
シュタイナーの弟子であったルター派の牧師フリードリヒ・リッテルマイアーの主導で、1922年、シュタイナーの特異なキリスト教思想に基づく「キリスト者共同体」が設立された。運動の中心は司祭の養成学校のあるドイツのシュトゥットガルトで、イギリス、オランダ、スカンディナヴィアにもある。この団体は普遍アントロポゾフィー協会から独立した宗教組織で、シュタイナーはこの組織に属さないで外部から司祭たちに助言を与え続けた。

### 教育

#### 幼児・学校教育
シュタイナーの人間観に基づき、独自の教育を行う「自由ヴァルドルフ学校」は、1919年にシュトゥットガルトの煙草工場に付属する社営学校として開校された。この工場に働く労働者の子弟が生徒であったため、初等・中等教育および職業教育を行う総合学校の形態をとった。このタイプの学校がドイツ内外で次々に設立された。現在ドイツのそれらは自由ヴァルドルフ連盟に属している。ヨーロッパ地区では「ヴァルドルフ学校」または「ルドルフ・シュタイナー学校」と総称され、600校（うちドイツに200校）ほどが各国連盟ごとに存在している。日本およびアジア各国においては「シュタイナー教育」という呼称が一般的である。2001年に日本シュタイナー幼児教育協会が設立され、2013年には日本シュタイナー学校協会が設立された。学校法人シュタイナー学園など、全国の学校法人およびフリースクールを含めた全日制7校が加盟している。ヴァルドルフ学校は、自由ヴァルドルフ連盟に登録されていないものまでを含めると世界中に900校以上あると言われる。

#### 幼児教育
シュタイナーは、1920年6月に自由ヴァルドルフ学校の教員会議で次のように発言した。「ほんとうは、幼稚園の頃から子どもを預かることができるとよいのです。子どもたちを受け持つ時間が長ければ長いほどよいのです。就学以前の子どもたちを受け入れることができるはずです。（中略）幼い子どもたちの教育の方が重要なのです。」このように、幼児教育の重要性を説き、自らの指導のもと、E.M.グルネリウスにシュタイナー幼稚園を設立させる意向であった。しかしシュタイナーの存命中にはこれは叶わなかった。亡くなった翌年の1926年に、グルネリウスらによってシュタイナー教育の理念に基づく幼稚園が始まった。

#### 治療教育
障害を持つ子どもたちを受け持っていた学生たちが、シュタイナーから受けた助言をもとに、ドイツのイェーナ近郊に治療教育施設「ラウエンシュタイン治療教育院」を作った。ちょうど同じころスイスのアルレスハイムにある臨床治療院（現在はイタ・ヴェークマンクリニックと呼ばれている）では、心身に何らかの障害を持つ子どもたちが入院し、その入院施設が後に発展して、1924年に治療教育施設「ゾンネンホーフ」が成立した。シュタイナーは治療のために薬以外にも、音楽、絵画、彫塑、オイリュトミーなどの芸術や宗教による特別の教育を示した。イギリスにおいては治療教育は、シュタイナー教育の代名詞と言われるほど評価が高い。

#### 七年周期による教育
シュタイナーは、人間は7年毎に体を完成させてゆき、63歳で成長の頂点を迎えるとしている。
7歳までを肉体、14歳までをエーテル体、21歳までをアストラル体の完成とし、それ以降は自我が独立して発達するとし、それ以前の期間を教育が必要な時期とした。

#### 四つの気質
シュタイナーは、西洋医学（ギリシャ・アラビア医学、ユナニ医学）の伝統的な病理説で、1858年のウィルヒョーの細胞病理説の登場まで約1800年間信じられていた四体液説の体液の分類とそれに基づく伝統的な気質説を取り入れている。自我が優勢な胆汁質、アストラル体が優勢な多血質、エーテル体が優勢な粘液質、肉体が優勢な憂鬱質があるとし、それぞれの気質のどれが優勢かで子どもを分類し、分類に合わせて教育者の対応を変えるとしている。この気質は誰もが四つ持っているが、優勢なものが一つあり、個人における四気質を調和へと導くことが教育の課題であるとしている。

### 芸術
神秘劇
四作の「神秘劇」を創作した。それは超感覚的世界というテーマを含んだ新しい劇であった。現在でも毎年、スイスのドルナハで上演されている。
オイリュトミー
音や言葉の質を身体の動きによって表現する独自の芸術「オイリュトミー」を考案した。これはシュタイナー教育のカリキュラムや障害児に対する治療教育にも用いられている。お茶の水女子大学の梅林郁子は、シュタイナーの思想において、言語（特に母音）、その表現としての動き（オイリュトミー）、人間の構成体、長調・短調のそれぞれが不可分であり、一つの有機的なまとまりになっていると指摘している。シュタイナーは文字を音として考え、同時に体験としてとらえようとし、この結びつきを前提として身体の動きでこの体験の表現を試みたものが、オイリュトミーである。当時手に入る最大限の情報と思想から言葉と音楽を有機的に結びつける道が探られている。ただし、その理論は言語や構成要素など複数の分野との関連を示しているにもかかわらず、実際には非ヨーロッパ音楽に触れる機会が少なかったこともあり、長調・短調というヨーロッパ音楽のみに基づいている。

### 建築

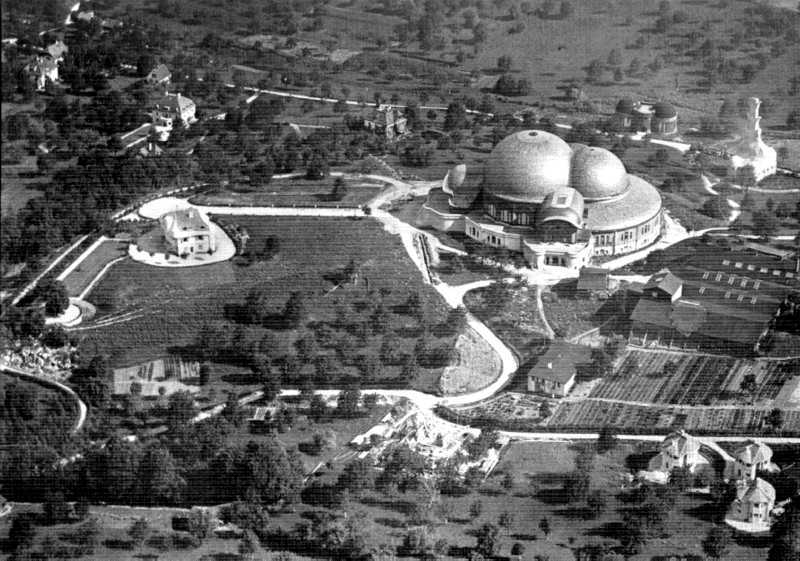
空から見たゲーテヌアム

自分たちの活動にふさわしい形の建物が必要だとの考えから、シュタイナーはゲーテアヌムと呼ぶ独特の形姿を持つ建物の設計を行った。最初に建設されたゲーテアヌムは、二つの天蓋が有機的に交わる木製の建築物であったが、火事により消失した。現在はミュンヘンのピナコテーク・デア・モデルネに模型が置かれている。

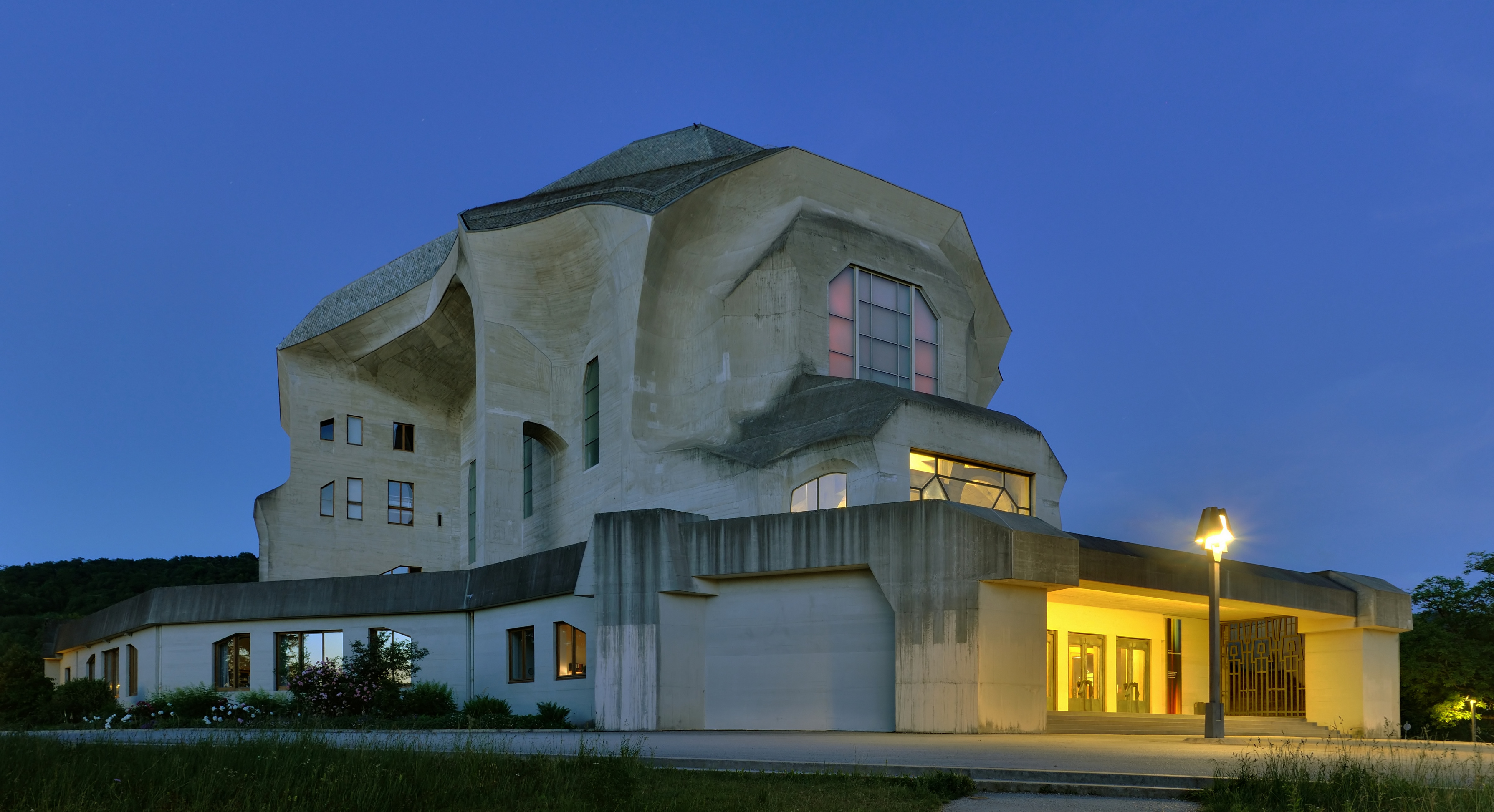
1928年に再建された第2ゲーテアヌム

第2ゲーテアヌムについては、シュタイナー自身が粘土で模型を制作し、現場で建築作業を直接指導して、小ドームの絵の大半を自ら描いた。そこは普遍アントロポゾフィー協会（一般人智学協会）の所在地であり、人智学運動の中心地となっている。

### 芸術観念
シュタイナーは芸術を、感覚でとらえることのできる世界における超感覚的世界の表現だとしており、美は理念（イデア）の表現ではなく、表現によるイデアそのものだとしている。美的な体験はアストラル体（感情、感受的心魂の表現）を通じるものだとし、芸術によるいくつかの療法も行っている。

### 医学
シュタイナー医学、人智医学、アントロポゾフィー医学は、シュタイナーのオカルト概念・哲学に基づいている。シュタイナーとオランダの女医イタ・ヴェーグマンの協力で創始された。シュタイナーは医師や薬剤師、医学生などの前で、自らの精神科学に基づく医学に関する講演を多く行った。また、医師たちの診療に同行し、助言を与えたりした。ヴェーグマンの主導で「臨床医療研究所」や製薬施設が作られた。
人間を物質（肉体）のレベル、生命のレベル、感情のレベル、精神のレベルという4つの構成要素で考え、そのバランスが崩れると病気になるとする。使用する薬剤は自然治癒力を高め、この4要素のバランスを回復させるために人智学に基づいて考案されたものである。自然物を原料とするが、そのまま抽出して薬として使用するのではなく、「熱プロセス（熱加工）、ポテンタイズ（希釈・振とう）などを経て、“その原料がもつ本質”が人間に役立つように製薬された薬剤」であるとしている。オイルマッサージや湿布、オイルバスなどの物理療法、オイリュトミー療法、音楽療法、彫塑や絵画療法、言語療法などの芸術療法、発達支援（治療教育）、色光セラピー、医薬品の処方を行う。シュタイナー医学の解剖学・身体観には生物学の常識とはかけ離れた部分がある。病気はカルマの影響を受けるとしている。
シュタイナー医学から、シュタイナーの理念に基づいて自然の原料のみを使った化粧品や食品を製造している会社「Weleda」（ヴェレダ）が生まれた。
ホメオパシーとの関係が深い。由井寅子の日本ホメオパシー医学協会は、シュタイナーが思想にホメオパシーも取り入れていることから、シュタイナー教育関連者にホメオパシー実践者も多いと述べている。

### 農業
シュタイナーは、有機農業を地球次元だけにとどまるものと考え、天体の動きなど宇宙との関係に基づいた「農業暦」にしたがって種まきや収穫などを行い、自然そして超自然との調和を目指す独特の農業を提唱した。背景には西洋占星術的な世界観、農民の伝承文化の尊重と近代科学批判などがある。
シュタイナーの農法では効率はほとんど重視されず、経済効率を超越しており（この点が経営を成り立たせる側にとって大きな欠陥となっている）、「手作業」の優越性や娯楽の問題として判断がなされ、超自然的作用だけでなく、農民の具体的な「手触り」が重視されている。シュタイナーは「動物は人間より賢い」と断言し、農地という空間、有機体において人間を一つの構成要素に過ぎないものと考え、作物以外の植物の有効性を認め、家畜以外の動物の有効性を認め、農地を再構成しようとした。それは、農地の空間と人間に対する制限を前提とするものであった。シュタイナーの農法には、既存の自然と人間の関係、農業における「人間中心主義」を変革する可能性があり、同時に閉鎖性と排他性を抱えていた。
シュタイナーの死後、彼の理論づけた農法は、西洋近代の農法と区別するために「バイオダイナミック農法」（ビオダイナミック、ビオディナミとも、BIO-DYNAMIC、生物学的力動的農法）と呼ばれるようになった。ナチス時代に活躍した指導者の一人のエアハルト・バルチェによる施肥の生物学的調整という側面に注目した「生物学的」という形容詞と、エルンスト・シュテーゲマンによるエーテル的力とアストラル的力の関係性をあらわす「ダイナミックな」という形容詞が冠されることがあったが、両人が妥協しあう形で「バイオダイナミック」という形容詞が使われるようなった。 ナチス時代には生産性の低さから公には禁止されたが、ナチスによって東欧の占領地で用いられた。
バイオダイナミック農法はヨーロッパをはじめ、世界各国で研究・実践されている。シュタイナーの農業理念に基づいて設立されたドイツ最古の認証機関であるデメター (demeter) は有機農法の連盟の中でも代表的な団体であり、厳格な検査によって、バイオダイナミック農法の商標の認証を行っている。日本では1985年に千葉県（現在は熊本県）の農場で「ぽっこわぱ耕文舎」が日本で初めて「バイオダイナミック農法」を始めた。
批判については#論争の節を参照のこと。

## 前半生

### 幼少時代（ウィーン以南のオーストリア各地、1861年-1872
- 1861年2月27日、オーストリア帝国国境近くの町クラリェヴェク（現クロアチア）にて、オーストリア南部鉄道の通信技師として働く鉄道公務員ヨーハン・シュタイナーとその妻フランチェスカの第一子として誕生[12]（両親は低地オーストリア出身で、前年5月16日に結婚）。
- 1862年、メートリングへ転居。
- 1863年年頭、半年で、ポットシャッハへ転居。8歳まで生活する。妹レオポルディーネと弟グスタフが生まれたのもこの土地である（家族は合計5人）。
- 1868年、物質界を超えた超感覚的世界を感知するようになったという。
- 1869年、父親の転勤で、ノイデルフルへ転居する。
- 1870年、学校の代用教員に幾何学に関する本を借り、幾何学に魅了される。
- 1871年、カトリック教会のミサに出席し、大きな感銘を受ける。教区のリベラルなカトリック神父を通して地動説を知る。フリーメイソンリーの支部に出会う。ノイデルフルから5km離れた隣町ウィーナー・ノイシュタットの医師カール・ヒッケルを通してドイツ文学を知る。駅にある無線電信で電気を知る。読むことは問題なかったが、正しく文字を綴ることに苦労する。

### 実業学校時代（ウィーナー・ノイシュタット、1872年-1879年）
- 1872年、隣町ウィーナー・ノイシュタットにある実業学校に徒歩で通学する。一年生の時には学習に苦労するが、徐々に学力をつけ、最終的には「優等生」と評されるようになる[36]。
- 1873年、学校の年報の中にあった原子と分子に関する論文に触発され、自然科学の文献を読みあさる。
- 1874年、機械論的な世界解釈と、大好きな幾何学に没頭する。
- 1876年、ヒッケル医師を通して哲学者テオドール・レッシングを知る。
- 1877年、カントの『純粋理性批判』を購入。またヘルバルト主義的哲学の研究にも没頭する。
- 1879年、実業学校を卒業。

### 学業時代（ウィーン、1879年-1890年）
- 1879年8月、インツァースドルフ（ウィーンから南東南へ約5km離れた近郊都市）への転勤のため、そこから2km離れたオーベルラーに住む。実業学校の卒業生には大学入学資格がなかったため、奨学金を得て高専に進むことにする。入学までの夏休みには（新学期は秋に始まるので）フィヒテの知識学に没頭する。
  - 10月、ウィーン工業高等専門学校（現ウィーン工科大学）の実業学校教職コース[要出典]に入学し、主に数学、生物学、物理学、化学を学ぶ。また、ウィーン大学などでも聴講生として講義を聞く[37]。事物の根本をすべて物質に還元して説明する自然科学と自身の霊的経験とのギャップに悩む。
- 1880年、通学の汽車の中で薬草収集人フェーリクス・コグーツキ (Felix Kogutzki, 1833-1909) と出会い、交友を深める。後にトルマウの自宅を度々訪問するようになり、かれを通じて、人類の歴史の中で密かに霊的な叡智が受け継がれてきたことを知り、これまで人に話してこなかった自分の霊的な経験を語る。
- 1882年、家族はブルン・アム・ゲビルゲ（ウィーンから南西へ約10km離れた都市）に転居。
  - この頃、コグーツキの紹介で、シュタイナー自身が“霊的な教師”と呼ぶ導師（マイスター）に出会う。その無名の男から人生についてのアドバイスをいくつか受けたという。
- 『原子論的概念に対する唯一可能な批判』と題する論文をフリードリヒ・テオドール・フィッシャーに送る。この頃シュタイナーは、音楽に対して非常な難色を示すようになり、決定的な反ワーグナーを主張するようになる（後には「音楽で霊的秘儀を解釈しようとしているリヒャルト・ワーグナーを研究しなければなりません」と語っている）。
- 1883年、3月、当時の著名な出版家ヨーゼフ・キルシュナー（1853年-1902年）は、ドイツ文学史の教授カール・ユリウス・シュレーアー（1825年-1900年）の紹介で、無名の学生であった22歳のシュタイナーの才能に注目し、ゲーテの自然科学に関する著作を校訂して序文を書く仕事を依頼する（『ゲーテの自然科学論文集』は翌1884年に第1巻が上梓され、14年後の1897年に全5巻が完成）。
  - シュレーアーを通してゲーテに触れ、ゲーテに関する基礎的な研究を始めた。この頃『ファウスト』を初めて読む。霊を否定する近代の自然科学では生命の本当の姿を捉えることはできないと考えるシュタイナーは、自然（物質）と霊（精神）の間の架け橋を示すゲーテの世界観に可能性を感じる。シュタイナーはシュレーアーの観念論をさらに発展させ、自らそれを「客観的観念論」と呼ぶようになる。ライトリンガーの実験室にて、物理学講座を選択し、特に光学に関する知識を得、後の『ゲーテの色彩論』の編集の際に、光の本質を理解するための基礎を築く。
  - 10月、教職資格を取得することなくウィーン工業高等専門学校を中退。
- 1884年、木綿商を営むウイーンのシュペヒト家で家庭教師としての副業を開始する。その10歳になる息子は水頭症で発達が遅れていたが、シュタイナーの献身的な働きにより、2年後には健康状態も改善され、ギムナジウムに入学することができた（後には医者になる）。哲学者エドゥアルト・フォン・ハルトマンの『人倫的意識の現象学』の研究に専念する。
- 1886年（25歳）、キュルシュナーからシュタイナーを紹介されたシュペーマンは、同年10月、『ゲーテの自然科学論文集』の副読本として、シュタイナーの処女作となる『ゲーテ世界観の認識要綱』 (GA2) を出版する。
- 1888年、1月から7月にかけて『ドイツ週報誌』の編集をする。
  - キュルシュナー編集の辞典の縁もあり、美学に関する研究を進め、特にアレクサンダー・ゴットリープ・バウムガルテンとエドゥアルト・フォン・ハルトマンの美学史に専念し、その研究内容はワイマールの「ゲーテ協会」にて『新たな美学の父としてのゲーテ』という題名の講義によって公開される。ロベルト・ハマーリングの『ホムンクルス』に強い感銘を受ける。プロテスタント系の牧師と興味深い出会いをする。豊富な交友関係とは裏腹に、内的な孤独に見舞われる。
- 1889年、初めてニーチェの『善悪の彼岸』を読む。ハルトマンに初めて面会し、画家ローザ・マイレーダー (1858年-1938年) とも知り合う。冬にウィーンの神智学徒フリードリヒ・エクシュタイン (Friedrich Eckstein, 1861年-1939年) と知り合う。

### ワイマール時代 1890-1896

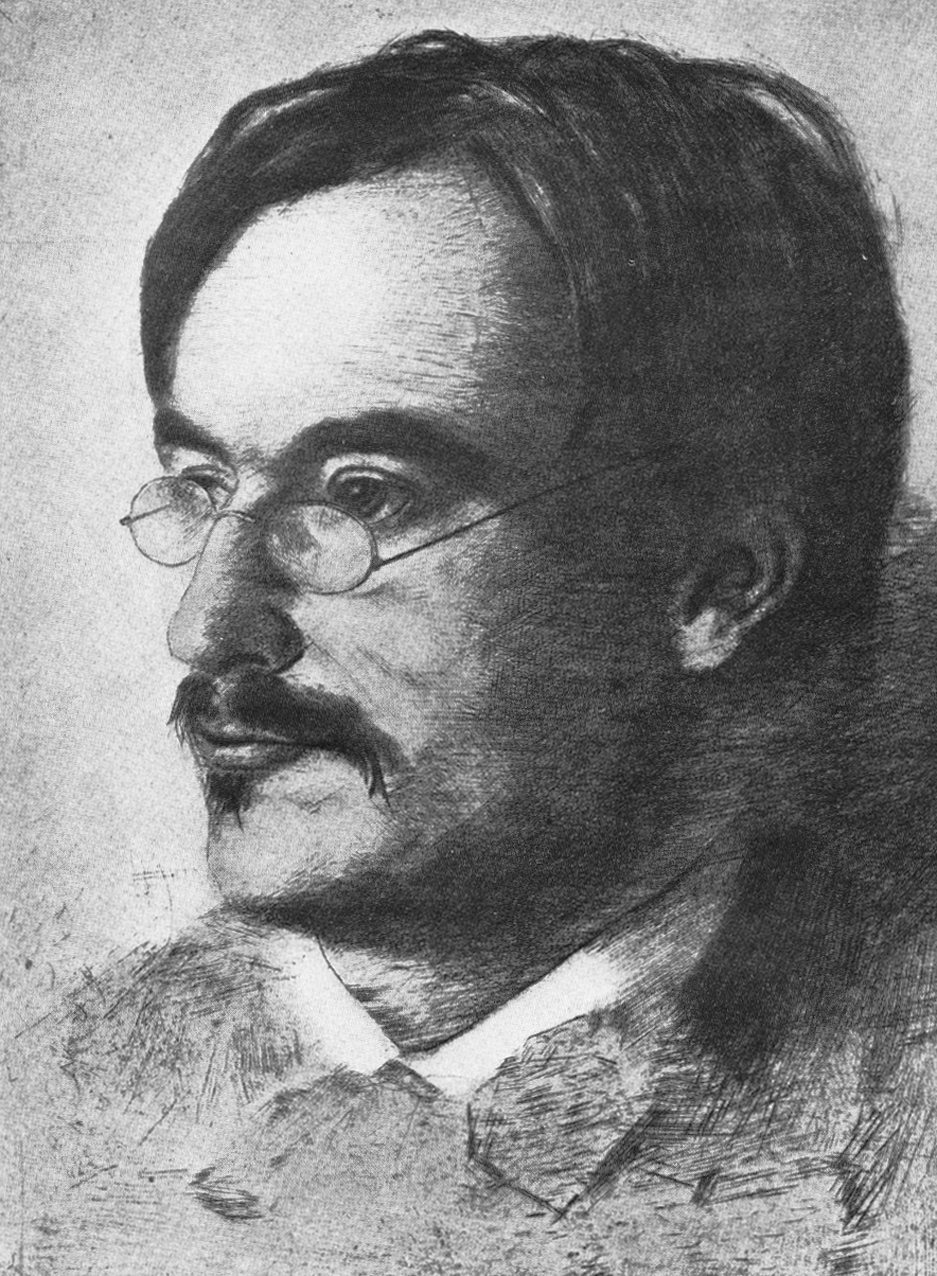
1891年、OttoFröhlich画

- 1890年、ウィーンの『国民新聞』に演劇評論を連載。秋にワイマールへ転居し、ゲーテ＝シラー遺稿保管局にて働くようになる。ワイマール版（ゾフィー版）ゲーテ全集の編纂において、ゲーテの自然科学論文集の出版に携わる。
  - この時期エルンスト・ヘッケルに面会している。
- 1891年、ロストック大学のハインリッヒ・フォン・シュタイン教授に学生資格のない社会人として自費で論文指導 (Externe Promotin) を受けることを許され、『認識論の根本問題 - 特にフィヒテの知識学を考慮して』と題する論文で哲学博士の学位を取得する。ただし、評価は「可」（ausreichend 合格4段階評価の一番下）であった[37]。
- 1892年、5月、その論文に加筆・訂正したものを『真実と学問』 (GA3) として出版。夏にはそれまでのユンケル通り12番から、後にシュタイナーの妻となる寡婦アンナ・オイニケ（1853年-1911年）の住むプレラー通り2番に転居。この時期いくつかの哲学と哲学史に関する著述をする。この中には1893年11月に刊行された『自由の哲学』 (GA4) も含まれる。
- 1894年、教授資格申請論文は評価されず失敗に終る。
- 1895年、5月、『フリードリッヒ・ニーチェ みずからの時代に闘いをいどむ者』 (GA5) を出版。
- 1896年、「ゲーテ＝シラー遺稿保管局」を退職。

### ベルリン時代初期 1897-1901
- 1897年、ベルリンへ転居。

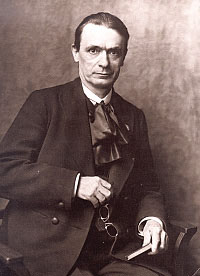
1900年

  - 22歳から手がけたゲーテの自然科学論文の校訂作業が完了し、『ゲーテの自然科学論文集』が出版される。
  - 7月、ゲーテ研究の集大成とも言える『ゲーテの世界観』 (GA6) を出版。その本の最終章はゲーテとヘーゲルの関係について述べている。
  - 同月、オットー・エーリッヒ・ハルトレーベンと共に『文芸雑誌』 Magazins für Literatur（そこでの記事はGA29-32に収録）を創刊。「自由文芸協会」、「自由演劇協会」と「ジョルダーノ・ブルーノ同盟」その他で活動。シオニズムに対して強い拒絶を示す。
- 1898年、自身の編集による『演劇雑誌』を創刊、しかし翌年末には廃刊。
- 1899年、1月13日からヴィルヘルム・リープクネヒト（1826年-1900年）によって設立された労働者教養学校 Arbeiter-Bildungsschule で授業（歴史、話術、文章表現など）を始め、この仕事は1904年まで続く。この学校はやや社会主義的な色彩を持った教育施設であった。
  - 10月31日、未亡人であるアンナ・オイニケ（1853年-1911年）と結婚し、フリーデナウ、カイザー通り95番に転居。
- 1900年、ドイツの作家ルートヴィヒ・ヤコボフスキー（1868年-1900年）によって設立された「来るべき者たち」と交流。
  - 9月末、『文芸雑誌』の仕事を辞める。
  - 初秋に、ブロックドルフ伯爵夫妻（カイ 1844年-1921年、ゾフィー 1848年-1906年）にベルリンの「神智学文庫」での講演を依頼され、9月22日はニーチェについて、同月29日にはゲーテについての講義を行う。
  - 10月6日より神秘主義に関する連続講義を開始、この内容は翌年自身の手によって纏められ、出版される (GA7)。これ以降、シュタイナーは、講演活動を活発に行うようになる。

## 後半生

### 人智学発展の第1段階（1902年-1909年）

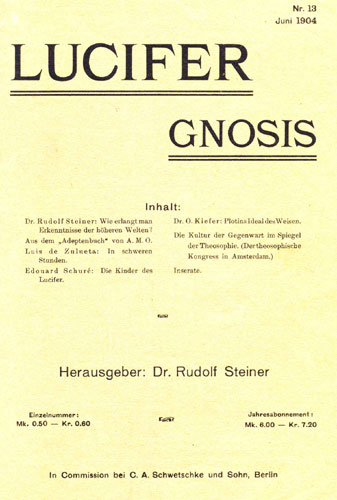
『ルツィファー＝グノーシス』、1904年

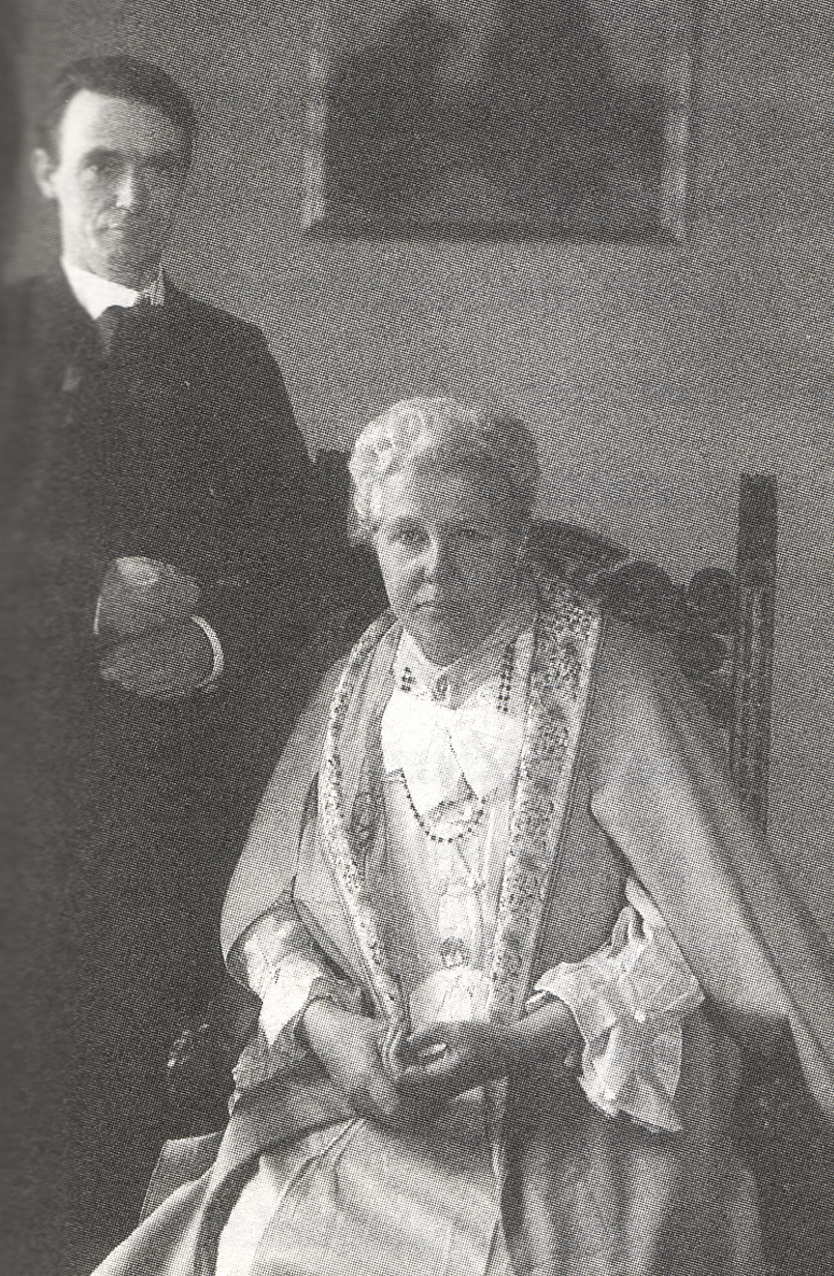
神智学協会会長のアニー・ベサントと、1907年

- 1902年1月17日に神智学協会の会員となる。
  - 7月、女優マリー・フォン・ジーフェルス（1867年-1948年）と共にロンドンでの第13回ヨーロッパ支部年集会に出席。
  - 9月には昨年に自身が行った講義を編集した『神秘的な事実としてのキリスト教と古代の秘儀』 (GA8) が出版される。
  - 10月19日、「神智学協会ドイツ支部」が設立され、シュタイナーは事務総長に就任。
- 1903年、年頭にゼー通り40番に転居。
  - 3月、「建築家の家」という会場にて公開講義を開始し、この活動は1918年まで続く。
  - 5月、雑誌『ルツィファー』（後の『ルツィファー＝グノーシス』）を創刊し、その出版にあたる（そこでの記事は GA34 に収録）。ワイマール、ケルン、ハンブルクなどのドイツ各地でも活動を始める。
  - 10月、モッツ通り17番に再び転居（現在かれらの記念プレートが掛かっている）。
- 1904年、5月、『神智学 - 世界についての超感覚的知識と人類の目的への序文』 (GA9) を出版。それまでは自身の世界観を明らかにしていなかったが、この著作によって自身の思想の根幹を初めて公にした。雑誌『ルツィファー』はウィーンの雑誌『グノーシス』と合併して『ルツィファー＝グノーシス』に改名。
  - 6月、現代人にふさわしい、霊的感覚を啓発するための修行法を示す『いかにしてより高次の認識を獲得するか』と題する連載を開始し、当初予定よりも倍近く長く続き（翌年まで続く）、後に一冊の本 (GA10) として出版される。
  - 7月からは同誌にシュタイナー自身の霊視によって観察した宇宙や人間の進化の様子を描いた『アカシャ年代記より』 (Aus der Akasha-Chronik) の連載が始まるが、この内容が生前に一冊の本として出版されることはなかった。同月、アムステルダムにて神智学会議に出席。この年、マルクス主義の立場をとる労働者教養学校側から、神秘思想家であるシュタイナーへの反対意見が生まれたが、生徒の支持が強く授業は続行されることになる。
- 1905年、1月21日、同校指導部からの妨害により退職。
  - 5月7日、神智学協会の創始者ヘレナ・P・ブラヴァツキーについて「霊的使命を持った人物は人々から生涯の外的側面によって判断されるため必然的に、はじめは誤解を、否、誹謗を受けざるを得ない」という旨を述べる。
  - 10月、ロンドンでの神智学会議に出席する。
- 1906年、ベルリン以外では初めての連続講義をパリにて開催。エドゥアール・シュレー（フランス語版）に初めて逢ったのもこの時期である。
  - 7月にはパリでの神智学会議に出席。フランクフルト・アム・マインやブレーメンなど、ドイツ各地での神智学協会のロッジ設立に関わる。
- 1907年、神智学協会会長であるヘンリー・スティール・オルコット（1832年-1907年) が2月17日に死去し、アニー・ベサントが第2代会長に就任する。
  - 5月、シュタイナーが協会に参加してから初めてのドイツでのヨーロッパ支部連合神智学会議は、ミュンヘンで開かれる。シュタイナーはそこでのインテリア設計を請け負い、自身の思想を建築的空間に可視的に表現することを試みる。シュレー作の『エレウシスの神聖劇』も上演される。
- 1908年、8月1日、マリー・フォン・ジーフェルスは「哲学＝神智学出版」（後に「哲学＝人智学出版」）を設立する。この年にシュタイナーは初めてスカンディナヴィア地方を旅し、同時に各地で講義活動を行う。
- 1909年、ドイツの詩人クリスティアン・モルゲンシュテルン（1871年-1914年）に出会う。
  - 8月、ミュンヘンでシュレー作の『ルシファーの子供たち』を上演。
  - 12月、自身の精神科学研究の集大成とも呼べる『神秘学概論』 (GA13) を脱稿。

### 人智学発展の第2段階（1910年-1916年）
- 1910年、年頭、後にシュタイナーの主著となる『神秘学概論』を出版。前著『神智学』にはなかった宇宙進化論を記載。
  - 8月、ミュンヘンで神秘劇第一部『秘儀参入の門』が上演される。これ以降、シュタイナーの活動は建築、彫刻・彫塑、絵画、音楽、言語芸術（言語造形）、運動芸術（オイリュトミー）などの各芸術分野に及ぶ。
- 1911年、1月、アニー・ベサントは養子のインド人少年ジッドゥ・クリシュナムルティ（1895年-1986年）をトップとする「東方の星教団」をインドで設立。ベサントの右腕チャールズ・W・レッドビーターが彼を見出して教育し、“来るべき世界教師”が降臨するための“乗り物”であるとされた。
  - 3月、妻のアンナ・シュタイナーが他界。
  - 8月、ミュンヘンで神秘劇第二部『魂の試練』が上演される。
- 1912年、8月、神秘劇第三部『境域の守護者』が上演される。同月、新しく作られる協会の名称として「人智学」（アントロポゾフィー）を提案する。
  - 9月、人智学が生み出した最も有名な運動芸術オイリュトミーの形成が始まる（正確には1908年5月の時点ですでにその胎動が見られる）。「アントロポゾフィー協会」（人智学協会）設立の準備を始める。
  - 12月、ドイツ神智学協会のシュタイナーのグループは、神智学協会のリーダー、新たな救い主としてインド人のクリシュナムルティを認めることを拒み、神智学協会を脱退する。同月28日、シュタイナーはケルンで人智学協会を設立する。人智学協会は、ドイツ外の国々の神智学協会とも繋がりをもつようになっていく。『人智学的魂の暦』が出版される。
- 1913年、2月3日、人智学協会第一回総会がベルリンにて開催される。建設省の芸術担当者の反対により、「ヨハネス建築」（後にゲーテアヌムと呼ばれる建物）の着工ならず。
  - 5月中旬に建築候補地としてバーゼル近郊のドルナハが挙がり、同18日にそれを決断。
  - 8月にはミュンヘンにて神秘劇第四部『魂の覚醒』が上演される。
  - 9月20日、ゲーテアヌムの礎石奉納の儀式を行う。
- 1914年、3月31日、無二の友人であり最も良き理解者であった詩人クリスティアン・モルゲンシュテルンを亡くす。
  - 7月28日、第一次世界大戦勃発。
  - 12月24日、マリー・フォン・ジーフェルスと再婚。1914年から1923年にかけてシュタイナーはベルリンとドルナハを行き来し、両都市をその居住地とする。
- 1915年、ゲーテアヌムの舞台の背景の中心に据えられるべき「人類の典型」と題する彫刻の製作に取りかかる。ゲーテアヌムの大小二つの天井画を描く。

### 人智学発展の第3段階（1917年-1923年）
- 1917年、以降、シュタイナーの活動は実践的な社会運動へと及ぶ。シュタイナーは自ら理念を携えて、さまざまなな社会生活の領域に登場した。この年、彼の中に社会有機体三分節化論の理念が浮かび、その実現に勤しむが徒労に終わる。
- 1918年11月11日、第一次世界大戦終結。
- 1919年、社会有機体三分節化論に賛同したシュトゥットガルトのタバコ会社工場主エミール・モルトから、従業員の師弟教育のために学校設立を依頼される。
  - 同年春、『ドイツ国民と文化世界へのアピール』を出版。
  - 9月7日、シュトゥットガルトに「自由ヴァルドルフ学校」を開校。
  - 12月23日から翌年1月3日にかけて同地で第一回自然科学講座が開催される。
- 1920年、3月21日から4月9日にかけて第一回医学講座がドルナハにて開かれる。これによってシュタイナーは、イタ・ヴェーグマンと共に人智学医学（シュタイナー医学）の創始者とされることになった。ドイツに株式会社「来るべき日」、スイスに「フトゥルム」を設立。
  - 9月26日午後5時、ゲーテアヌム開館。この頃から毎週のように人智学非難の記事が新聞に掲載されるようになる。
- 1921年、2月、月刊誌『ディ・ドライ』を創刊。
  - 4月、治療オイリュトミー講座を開く。
  - 6月、ドルナハの隣町アルレスハイムに、イタ・ヴェーグマンによって「臨床治療研究所」が開設される。
  - 8月、週刊誌『ダス・ゲーテアヌム』を創刊。この頃、自伝を書く。
  - 11月、ノルウェーのオスロ大学で「経済の根本問題」と題して講演。
- 1922年、7月24日から8月6日、「国民経済学講座」が開かれる。
  - 9月にキリスト者共同体の創設に寄与する。
  - 12月31日午後10時、火災によってゲーテアヌムが炎上、翌朝焼失。
- 1923年、1月、体調が優れない中、週刊誌『ゲーテアヌム』で自伝『我が生涯の歩み』 (GA28) の連載を始める（翌々年の自身の死によって中断し、未完に終わる）。
  - 12月25日から翌1924年1月1日、降誕祭会議を開催。それまでの人智学協会を刷新し、普遍アントロポゾフィー協会（一般人智学協会）を新しく発足させる。その心臓部となる「精神科学自由大学」（翌年2月15日第一講開催）を設立する。本部はゲーテアヌムに置くものとされた。

### 晩年（1924年-1925年）
- 1924年、元日、ゲーテアヌム再建のための構想を発表する。
  - 1月13日には普遍アントロポゾフィー協会の週刊報告誌『アントロポゾフィー協会の経過報告書』を創刊し、降誕祭会議に参加できなかった人々のためにもその会議の内容を公開した。
  - 2月15日には精神科学自由大学における第一学級講座（クラッセン・シュトゥンデ Klassenstunde）を開講する。この講座は後に第二学級、第三学級と設立される予定であったが、シュタイナーの死によって中断された。
  - 2月16日以降、シュタイナーの「本来の」使命であったカルマに関する連続講義（それは50回にも亘り、9月28日まで続く）をドルナハにて開始し、その内容を凝縮したものを各地で講演する（これらは合計30回を超える）。降誕祭会議以降、アントロポゾフィー運動と普遍アントロポゾフィー協会は同義 (identisch) になったと説き、協会の重要性について熱弁して回った。
  - 同月、音楽オイリュトミー講座を開く。
  - 3月末には、1月に日の目を見た「新しいゲーテアヌム」の1/100スケールの立体モデルを粘土で製作することに熱中した。三日三晩アトリエに籠もり切ったシュタイナーは「熱に浮かされたように」創作に集中し、3月26日に模型が完成し、わずか5週間で図面が引かれる。
  - 6月、コーバーヴィッツで「農業講座」が開かれ、バイオ＝ダイナミック農業の基礎が築かれる。ドイツではこの方法で作られた野菜にはデメター (Demeter) というマークがつけられている。
  - 6月から翌7月、言語オイリュトミー講座と治療教育講座がドルナハにて行われる。
  - 9月、ドルナハにて演劇講座。9月28日午後8時からの講演を20分で中断し、病床に就く。
  - 12月1日、「新しいゲーテアヌム」の建築許可が下りる。このコンクリート造りの「第二ゲーテアヌム」の建設が実際に始まったのは翌年に入ってからであり、完成したのは1928年、つまりシュタイナーの死の3年後であった[38]。
- 1925年（64歳）、元日深夜、卒倒、高熱により食欲は減衰。3月26日、病状は好転するものの、29日、病状は悪化、30日午前4時頃、イタ・ヴェーグマンに苦痛を訴え、5時頃に普遍アントロポゾフィー協会理事のアルベルト・シュテッフェンとギュンター・ヴァックスムートが病室に呼ばれる。午前10時頃、ルドルフ・シュタイナー他界。　4月1日、夜に葬儀が執り行われる。死の3日前までシュタイナーは「人類の典型」（キリスト）にのみを振っており、また死の前日には第二ゲーテアヌムの内部建築のために使用するアトリエの完成について訊ねているなど、その制作意欲は最後まで衰えることはなかった。

## 死後
- 1928年、第二ゲーテアヌムが完成。
- 国家社会主義（ナチス・ドイツ時代）人智学はさまざまな規制を加えられた。
- 1933年11月15日、国家社会主義のテューリンゲン州の経済相は、生物学的力動的（バイオダイナミック）な生産方式の宣伝普及を禁止した。
- 1935年11月1日、ドイツのすべての普遍アントロポゾフィー協会が、ラインハルト・ハイドリヒ の訓令により禁止された。
- 1992年、日本アントロポゾフィー協会（東京）でも精神科学自由大学の活動（クラッセン・シュトゥンデ）が始まる[39]
- 2000年5月、日本で「日本アントロポゾフィー協会」が設立される（2002年11月、NPO法人として認証を受ける[39]）。

## 日本への紹介
1912年、明治・大正期に教育界で活躍した隈本有尚（1860年 - 1943年）による「宗教的、道徳的情操の教養上見神派の心理学の応用」（1912年、『丁酉倫理会倫理講演集』）によって、シュタイナーの教育思想が日本に紹介された。
1925年から14年、ドイツ人哲学者フリッツ・カルシュが旧制松江高等学校（現島根大学）にて教鞭を執っていたが、その授業の中で人智学を教えている。カルシュはマールブルク大学在学中にゲーテアヌムでシュタイナーと直接会ったのをきっかけに人智学に傾倒しており、人智学に関して綴ったノートを妻エッメラ宛に送っている。また、長女メヒテルトは関連文献の英語訳者として活動、次女フリーデルンはマールブルクのシュタイナー学校に通い、自由ヴァルドルフ学校でシュタイナー教育に従事、日本人親子を指導したとされる。
1920年代には、シュタイナーの設計した「ゲーテアヌム」を現地で見て感激した早稲田大学の今井兼次教授によって、日本の建築関係者達の間で知られるようになった。
1970年代頃から、娘の教育のため、家族でドイツに留学した早稲田大学教授の子安美知子が『ミュンヘンの小学生 : 娘が学んだシュタイナー学校 』（中公新書 1975年）を初めとした一連の教育体験報告が反響を呼び、新しい教育方法としてシュタイナー教育が注目された。
1970年代後半になって、哲学関係の出版社「イザラ書房」がシュタイナーの翻訳出版（『神智学』1977年）を始める。
1996年には、NHKのNHK衛星第2テレビジョンの「素晴らしき地球の旅」という番組で、シュタイナー教育を行うヴァルドルフ学校が紹介された。
また、イタ・ヴェーグマン医師とシュタイナーが共同で創始したシュタイナー医学に関しては、2004年春から、「ゲーテアーヌム精神自由大学」の主催で医師向けの専門的な訓練が日本国内でも開始されており、2005年5月5日には「日本アントロポゾフィー医学のための医師会」が設立された。
2000年・2001年には、東京と大阪で、シュタイナーが生涯を通じてひそかに書きためていた600冊のノートを分析して思想を探り、うち100冊を公開する展覧会が開催された。（4月14日から8月27日は東京のワタリウム美術館で、2001年3月3日から4月5日はKPOキリンプラザ大阪で開催。）翻訳はシュタイナー研究者・人智学徒の高橋巖。

## シュタイナーを評価した人々
- ブルーノ・ワルター - 指揮者。晩年アントロポゾフィー協会に入会した。
- ヴィクトル・ウルマン - 作曲家
- ソール・ベロー - カナダ出身のノーベル賞作家。
- ヨゼフ・ボイス - 芸術家。
- マイケル・チェーホフ - ロシアの名優。革命後アメリカに渡りユル・ブリンナー、グレゴリー・ペックなどハリウッドの俳優を教育した。ロシア時代にシュタイナーの影響を強く受けている。
- ミヒャエル・エンデ - シュタイナー学校に2年ほど通い、キリスト者共同体にも関係していた。シュタイナーから思想的に影響は受けているけれども、芸術に関してはシュタイナーとは意見を異にすると語った。
- 今井兼次 - 建築家。ゲーテアヌムに感銘を受け、日本に紹介。
- 笠井叡 - 舞踏家・オイリュトミスト。シュタイナー学校に留学し、帰国後、ワークショップや翻訳などシュタイナー思想の普及活動に従事する。
- 江原啓之 - スピリチュアルカウンセラー。スピリチュアリズムをアカデミックな思想として確立させたいとしている[43]。
- 雁屋哲 - 漫画『美味しんぼ』の原作者。子どもたちをシドニーのシュタイナー学校に通わせ、シュタイナー教育を高く評価している[44]。ただし、シュタイナー教育の背景にあるシュタイナーの神秘思想は、宗教思想同様に理解し難いとも述べている[45]。

日本では、一昔前にシュタイナー教育が流行した影響もあり、日本の人文学系の大学の研究者にはシュタイナーの信奉者がかなり存在しているが、その思想や世界観の全体像は、必ずしも明確に理解されているわけではない。

## 論争
ルドルフ・シュタイナーの思想と実践は、その存命時から多くの議論を巻き起こした。主な批判としては、客観的の論証不可能な「人智学の科学性」に対する批判、教会関係者や主流キリスト教の信者による、シュタイナーのキリスト論の「グノーシス主義的な諸前提」に対する批判がある。近年では、シュタイナーの民族論に対する「人種差別的」という批判などがある。
樋口聡は、ドイツのアカデミズムの世界には、「シュタイナーの扱いにくさ、彼について語ることへの戸惑い」が、確かに存在していると述べ、ドイツでシュタイナーを主題に博士論文を書くことが困難な状況（2000年代半ばの事例）を紹介している。一方日本では、シュタイナーを主題にした博士論文が書かれ、その成果は出版もされている。

### ナチスによる攻撃
アドルフ・ヒトラーの師であったとされるデートリヒ・エッカルトは、シュタイナーを敵視し、シュタイナーが社会有機体三分節化運動を開始した直後に、彼はユダヤ人である、敗戦をもたらした催眠術師・魔術師で、性魔術に関係している、ユダヤ人組織の政治機関である共産主義者の代表であるなどの扇情的なデマを広め、以後ナチスはシュタイナーの活動に対して様々な攻撃を行った。両者の関係はしばしば、悪のナチス対善のシュタイナーという単純な構図で理解される。その一方、現代では、シュタイナーの言説には人種主義的要素があったとして、かれがナチスと同じような思想を展開したと取られかねないような告発もある。（「#人種差別」の節を参照）
シュタイナーとエッカルトは共にドイツ神秘主義の流れをくみ、シュタイナーはエッカルトのような同時代のドイツのフェルキッシュ思想家たちと同じ精神的土壌に根差していた。評論家・翻訳家の小杉英了は、両者が同じ精神文化の流れにありながら、エッカルトがシュタイナーを執拗に敵視したのだから、決定的な対立点があるだろうと述べ、その思想の違いを次のように説明している。シュタイナーが「全ての存在の中に神の種が宿っているという直感」に始まり、諸民族の融和と共存を訴え、より良い人間関係のための社会的要請として霊的な修行の必要性を説いたのに対し、エッカルトは「ただドイツ民族の中にのみ神の種が宿っているという直感」に端を発し、その顕れと本来あるべき栄光はユダヤ人によって阻害されていると考え、反ユダヤ主義を展開した。

### 人種差別
ヨーロッパでは、ナチスによるユダヤ人、ロマ、障害を持つ人々に対する未曽有の大虐殺を決して忘れず、このような事態を二度と起こさないという決意から、特にドイツにおいては、ナチスの犯罪行為に真摯に対峙し反省することで国際的信用の回復を目指す立場から、過去の記憶を風化させないために様々な活動が行われ、「ポスト=ホロコースト現象」と呼ばれた。
ポスト=ホロコーストの流れの中で、シュタイナーの思想も検討の対象となった。シュタイナーは大戦前のヨーロッパについて、各国には世界進化のための果たすべき役割があり、中でもドイツ人が最も高度な点に関わっていると述べるなど、ゲルマン民族の文化の優越性を説き、ドイツ人は精神面で果たすべき使命があると主張していた。ピーター・ワシントンは「戦後、人智主義者がシュタイナー擁護論をいろいろ出したが、大戦前のヨーロッパ政治について彼が書いたものは、先に述べたような常軌を逸した考えを多少穏やかに改変したものにすぎない。(中略）彼がゲルマン文化の熱烈な擁護者なのか、むき出しの愛国主義者なのかを区別するのは難しい」と述べている。
シュタイナーの人智学やシュタイナー教育（ヴァルドルフ教育）に人種差別的教義があるという批判が、ドイツやスイス、オランダなどでなされるようになり、フランスとベルギーでは公的機関が人智学協会をセクトとみなし、内部審査を要求した。オランダ人智学協会はこのような事態を受け、シュタイナーの著作を精査し、人種差別的教義は見られず、特定の民族や人種を侮蔑することを意図した言説はなく、反ユダヤ主義ともナショナリズムとも反対の立場にあったと結論付けた。ただし今日の観点から言えば、差別的要素や差別的と受け取られるような言説があることは確かであると述べ、シュタイナー選集のうち16か所をピックアップし、今日誰かがこのような発言をすれば、オランダ刑法の人種差別禁止条例に違反する恐れがあると警告した。小杉英了は、シュタイナーの文献を長年読んできた「アジア人」としては、彼の思想に深い感銘を受けつつも、彼の人種差別的表現には幾度も不快な思いをさせられ、幻滅させられたと述べている。小杉英了は、現実は複雑であり、差別的表現と指摘された箇所を前後の文脈抜きで見るような安易な判断は適当ではなく、また、シュタイナーが19世紀後半に自己形成し20世紀初頭に活躍したヨーロッパ人であり、ヨーロッパを一歩も出ておらず非ヨーロッパ人と直接対峙したことがほとんどないという、時代と環境の限界を考慮すべきであるとしている。シュタイナーは霊的ヴィジョンを持っていたのだから認識の限界は超越できたのではないかという反論に対しては、ヴィジョンの是非は検証不可能であり、検証できるのは残された言説だけであるとし、「この時代のヨーロッパ人が、非ヨーロッパ人に対して抱いていた認識から、シュタイナーが完全に超越していたと考えるのは、信者の態度である」と述べている。
大田俊寛は、シュタイナーの思想は、彼に大きな影響を与えたヘレナ・P・ブラヴァツキーらの神智学と同様に、当時のマックス・ミュラーらのアーリアン学説の影響を受けたアーリア人種中心史観や優越論の傾向があることを指摘している（ブラヴァツキーは現在の人類である第五根幹人種をアーリア人と呼び、シュタイナーもこれを踏襲している）。ただし、人類の霊的進化は途上であり、のちに新しいより優れた人種が現れると考えており、アーリア人中心史観の傾向があるとしても、アーリア人種至上主義とまでは言えないと述べている。
シュタイナーの信奉者など、シュタイナーの思想に人種差別的側面は存在しないという主張もある。いわく、シュタイナーの思想は、カルマの法則により同じ民族の元には再び生まれてこない「生まれ変わりの思想」を前提としており、人智学徒以外の人にとって、これが大きな誤解のもとになっているという。シュタイナーは民族を超えた生まれ変わりを前提として、本当の神秘学の実現のためには「自分の属している民族という殻から脱しなければならない」、「一つの民族だけに役立つような霊性を持ってはならない」「人間は輪廻転生をとおして、さまざまな人種に受肉していきます。ですから、仮にだれかが『ヨーロッパ人は黒人や黄色人種よりも優れている』と異議を唱えようとも、実際は、そのようなハンディキャップは大きな意味で全く存在しないのです」とも述べている。
アメリカの人智学協会は、断固としてすべての人種差別を拒否すること、シュタイナーによる、人種の垣根を捨てるべきであり、全ての人種と国の融和を探求すべきであるという原則を守り、なおかつ、シュタイナーの思想の一部にある、人種差別的と解釈される可能性がある人種論を受け入れないことを1998年に表明している。

### 教育
シュタイナー教育は代替教育として評価され、成功した学校も多くあるが、その根底にある人智学的認識論は検証困難であることから、経験的実証主義の立場からシュタイナー教育の非科学性を指摘し懐疑的に見る立場や、生徒に特定の世界観を教える世界観学校であるという意見などがある。

### 農業
シュタイナーの農法は、農学者、化学肥料メーカーと敵対した。学者はシュタイナーが配合を考えた調合薬品の有効性や作物の品質に疑念を呈し、メーカーはバイオダイナミック農法の背後にある精神世界に対して攻撃を行った。支持者たちは攻撃から身を守るために、1933年に「BD農法全国連盟」としてまとまり、ナチス支配下のドイツで活動していった。
シュタイナーのバイオダイナミック農法と双璧をなす初期有機農業の源流で、現在最も広く普及している有機農法インドール式の創始者アルバート・ハワード（1873 – 1947年）は、西洋の近代農法を批判したが、同時にシュタイナーのバイオダイナミック農法も批判している。シュタイナーが人糞尿の肥料としての利用を漠然とした説明で否定したことに疑念を呈しており、また、バイオダイナミック農業の肥料の配合方法の秘儀的な要素、農法の伝承が人智学徒以外に必ずしも開かれているとはいえない点も批判している。シュタイナーは自らの農法の実践者を精神修行を行った人智学徒に限ると明言しているわけではないが、伝える相手を厳しく制限することを望んでいたことが伺われ、またシュタイナーが一方的に教えるという関係は揺らぎないものであり、「授ける側」－「授けられる側」という権威的な構図が固定していた。ハワードは、自らの有機農法・インドール式はバイオダイナミック農法と違い、明快で広く開かれた農法であると考えていた。
藤原辰史は、シュタイナーの農法は、人間を農場という有機体の一構成要素に過ぎないものとする、ラディカルな「生物圏平等主義」といった思想であるが、この農法がナチスによって東欧の占領地で用いられたことで、「生物の多様性」という言葉の中で「人間の生活様式の多様性」は希薄になり、結局は「人間集団に対する搾取や抑圧」を認めてしまったと指摘している。

### キリスト教
歴史学者のセオドア・ローザクは、シュタイナーの聖書解釈は「キリスト教史においてもっとも異様なもの」であると激しく批判している。

### 近代的な神秘主義
インド・イラン学研究者の岡田明憲は、ヨーロッパを超えようとした神智学から出発したシュタイナーの人智学は、逆に却ってヨーロッパの伝統（と称するもの）、具体的には薔薇十字の錬金術的伝統に執着したと述べている。岡田明憲は、彼が薔薇十字の伝統を継承したか否かは置いておいても、人智学の内容は、科学を自称しながらも信仰・宗教であった神智学を、学問・哲学の域に高めたもので、「理性的に洗練した神智学」といった色が濃く、その思想は理性を尊重するヨーロッパ近代に特有な神秘主義であり、中世の神秘主義の伝統を再興したと評価することはできないと述べている。岡田明憲によると、シュタイナーもまた、近代ヨーロッパ文化を否定し、その超克を目指した神秘主義者の一人であるが、彼の人智学は近代ヨーロッパ文化の産物である「自己意識」によるものであり、ヨーロッパ近代文化を脱し得ていない。

## 著作

### ルドルフ・シュタイナー全集
シュタイナーの講義の多くは、専門の職人による速記録や聴衆がメモで残した記録として残されており、シュタイナーの生前には、それらをもとに私家版や雑誌掲載のかたちで発表されていた。後年それらはシュタイナー自身の著作を含め、「ルドルフ・シュタイナー出版」 (Rudolf Steiner Verlag) によって、『ルドルフ・シュタイナー全集』 (Rudolf Steiner Gesamtausgabe) というかたちで系統的に出版されており、2006年現在においては最も手に入れやすく、また、ポピュラーな版となっている。それは354巻のシリーズであるが、その編纂は現在も未だ完了していない。全集の著作権はスイスのドルナハにある「ルドルフ・シュタイナー遺稿管理局」が保有している。
ルドルフ・シュタイナー全集は「著作」・「講義録」・「芸術作品の複製品」の三つに分類されており、全集は部門・分野ごとに分割された後、年代順に「全集」を表す Gesamtausgabe という言葉の頭文字をとり、GA-番とナンバリングされている。

#### A. 著作
- GA1-28 I. 本として出版されたもの（生前、死後を含む）
- GA29-36 II. 論文集
- GA38-45 III. 遺稿管理局による資料公開

#### B. 講義録
ルドルフ・シュタイナーの著作は決して少なくはないが、講義録の分量はその十倍の数にも上る。講義録は以下のように三分割されており、「II.」のような学問的ないわゆる「人智学一般」の内容を扱ったものは「 - 講義」とよばれ、「III.」の様に職業や芸術などの言わば専門分野を扱った、具体的な内容のものは「 - 講座」と呼ばれる。上記の生涯に関する記述においては紙面の都合上、基本的には後者のみ掲載した。
- GA51-84 I. 公開講義
- GA88-270 II. 人智学協会員のための講義
- GA271-354 III. 専門分野のための講義と講座（1：芸術、2：教育、3：医学、4：自然科学、5：社会論、6：神学者、7：労働者）

#### C. 芸術作品の複製品（主なもの）
出版社はシュタイナーの絵画作品のレプリカ（ポスターや絵葉書）、絵画の授業に使った習作、オイリュトミーの動き方や形態に関するスケッチ、黒板絵、ゲーテアヌムの写真などを画集として出版している。それらは芸術 Kunst に関するものなので、K-番という表記でナンバリングされている。
K12
ゲーテアヌムのステンドグラスに関するもの
K23/1-23/8,24
オイリュトミーのフォルム
K58/1-58/29
黒板絵の画集

#### D. ルドルフ・シュタイナー全集に宛てた寄稿論文集
平均約60頁のB5の小冊子で、2006年現在、122巻まで発行されている。1949年以降、年平均2巻強のペースで刊行されており、現在も刊行中。

### 単行本
- 岩間浩『ユネスコ創設の源流を訪ねて - 新教育連盟と神智学協会』学苑社、2009年。
- 衛藤吉則『シュタイナー教育思想の再構築 - その学問としての可能性を問う』ナカニシヤ出版、2018年。
- 大田俊寛『現代オカルトの根源 - 霊性進化論の光と闇』筑摩書房〈ちくま新書〉、2013年。ISBN 978-4-480-06725-8。（第一章「神智学の展開」参照）
- 小杉英了『シュタイナー入門』筑摩書房、2000年。
- 高橋巖『若きシュタイナーとその時代』平河出版社、1986年。
- 高橋巖『シュタイナー哲学入門』角川書店〈角川選書〉、1991年。
- 高橋弘子『日本のシュタイナー幼稚園』水声社、1995年12月。ISBN 978-4-89176-320-6。
- 藤原辰史『ナチス・ドイツの有機農業 「自然との共生」が生んだ「民族の絶滅」』柏書房、2005年。
- 吉永進一・松田和也、1996年、「ルドルフ・シュタイナー 隠された秘教知識を万人に開放した巨人」、『神秘学の本 西欧の闇に息づく隠された知の全系譜』、学研プラス〈NSMブックスエソテリカ宗教書シリーズ〉
- 江原啓之『江原啓之 本音発言』講談社、2007年10月19日。ISBN 978-4-06-214121-5。
- 雁屋哲『シドニー子育て記 - シュタイナー教育との出会い』遊幻舎、2008年11月。ISBN 978-4-9903019-3-4。
- コリン・ウィルソン『ルドルフ・シュタイナー その人物とヴィジョン』中村保男・中村正明訳、河出書房新社〈河出文庫〉、1994年。ISBN 4-309-46129-8。（旧版：1986年7月、ISBN 4-309-24088-7）
- フランス・カルルグレン『ルドルフ・シュタイナーと人智学』高橋明男訳、水声社、1992-12-01　 エラー: 日付が正しく記入されていません。（説明）。
- A・P・シェパード『シュタイナーの思想と生涯』中村正明、青土社、1998年6月10日。
- ピーター・ワシントン『神秘主義への扉 現代オカルティズムはどこから来たのか』白幡節子・門田俊夫 訳、中央公論新社、1999年。
- R.シュタイナー『ベーシック・シュタイナー 人智学エッセンス』西川隆範編訳、イザラ書房、2007年。
- ルドルフ・シュタイナー『民族魂の使命』西川隆範訳、イザラ書房、1992年8月。ISBN 978-4-7565-0046-5。
- ルドルフ・シュタイナー『シュタイナー自伝 I』伊藤勉・中村康二訳、人智学出版社、1982年。（再刊：ぱる出版 2001年）
- Zander, Helmut (2007). Anthroposophie in Deutschland. Göttingen

### 事典類
- 高橋巖「シュタイナー」『世界大百科事典』（改訂新版）平凡社、2007年。
- 高橋巖「人智学」『世界大百科事典』（改訂新版）平凡社、2007年。
- 深澤英隆「神智学」『世界宗教百科事典』井上順孝編、丸善出版、2012年、772-773頁。
- 深澤英隆「人智学」『世界宗教百科事典』井上順孝編、丸善出版、2012年、774-775頁。
- 三島憲一「人智学」『岩波 キリスト教辞典』大貫隆・宮本久雄・名取四郎・百瀬文晃 編集、岩波書店、2002年。
- 吉沢弘志「シュタイナー」『現代思想を読む事典』今村仁司、講談社〈講談社現代新書〉、1988年、696頁。
- Kevin Tingay, 宮坂清訳「人智学運動」『現代世界宗教事典 - 現代の新宗教、セクト、代替スピリチュアリティ』クリストファー・パートリッジ（英語版） 編、井上順孝 監訳、井上順孝・井上まどか・冨澤かな・宮坂清 訳、悠書館、2009年、451-453頁。
- アントワーヌ・フェーヴル、鶴岡賀雄訳「エソテリシズム」『エリアーデ・オカルト事典』ミルチャ・エリアーデ主編、ローレンス・サリヴァン編、鶴岡賀雄・島田裕巳・奥山倫明訳、法蔵館、2002年。
- Wolfgang Heller「人知学」『神秘主義事典』P.ディンツェルバッハー編、植田兼義訳、教文館、2000年、226頁。

### 論文
- 衞藤吉則「ルドルフ・シュタイナーの人智学的認識論に関する一考察」『教育哲学研究』第77巻、教育哲学会、1998年、65-77頁。
- 岡田明憲「神秘思想とヨーロッパ」『別冊環』第5巻、藤原書店、2002年、140-147頁。
- 菱刈晃夫「17世紀教育思想の地下水脈」『近代教育フォーラム』第12巻、教育思想史学会、2003年9月27日、73-81頁。
- 梅林郁子「ルドルフ・シュタイナーによる長・短調の考え方」『お茶の水音楽論集』第6巻、お茶の水女子大学、2004年4月、74-91頁。
- 大野裕美「日本におけるシュタイナー教育の動向」『人間文化研究』第10巻、名古屋市立大学、2008年12月23日、91-106頁。
- 西井美穂「ルドルフ・シュタイナーのキリスト観」『宗教研究』第86巻第4号、日本宗教学会、2013年3月30日、1129-1130頁。
- 樋口聡「「美と教育」再論へのコメント : なぜ、あえてシュタイナーなのか」『近代教育フォーラム』第21巻、教育思想史学会、2012年10月13日、81-89頁。

## 関連文献
- アン・バン・クロフト『20世紀の神秘思想家たち』吉福伸逸訳、平河出版社。
- メアリー・ルティエンス『クリシュナムルティ 目覚めの時代』高橋重敏訳、めるくまーる。
- ルネ・ゲノン『世界の終末 現代世界の危機』田中義廣訳、平河出版社、1986年。
- 本村佳久「有機的建築の研究 - R.シュタイナーの建築思想について」『広島女学院大学論集 47』1997年。
- 本村佳久「H.ヘーリング・R.シュタイナーの建築思想」『広島女学院大学生活科学部紀要 7』2000年。
- マンフレッド・クリューガー『瞑想 芸術としての認識』鳥山雅代訳、水声社、2007年5月。ISBN 978-4-89176-627-6。
- セルゲイ・O・プロコフィエフ『赦しの隠された意味』和田悠希・遠藤真理共訳、涼風書林、2011年。